# Vitellariopsis dispar
Vitellariopsis dispar är en tvåhjärtbladig växtart som först beskrevs av Nicholas Edward Brown, och fick sitt nu gällande namn av André Aubréville. Vitellariopsis dispar ingår i släktet Vitellariopsis och familjen Sapotaceae. IUCN kategoriserar arten globalt som livskraftig. Inga underarter finns listade i Catalogue of Life.